# Вайманика-шастра
«Вайма́ника-ша́стра» (санскр. वैमानिक शास्त्र, IAST: Vaimānika Śāstra — «Наука о воздухоплавании») — манускрипт на санскрите о виманах — летательных аппаратах, описываемых в древнеиндийских эпосах. 
Утверждается, что «Вайманика-шастра» была написана медиумом в начале XX века путём автоматического письма: автор утверждал, что текст был ему передан телепатически древнеиндийским мудрецом Бхарадваджей. Существующий текст был обнародован в 1952 году; перевод на хинди был опубликован в 1959 году, а в 1973 году вышел в свет санскритский текст с переводом на английский язык.
«Вайманика-шастра» пользуется популярностью среди сторонников теории древних космонавтов.

## Происхождение и публикации
Пандит Суббарайя Шастри (он же Шастриджи; 1866—1940) был мистиком из Анекала (ныне штат Карнатака). На родине он слыл сказителем стихов (шлок). По словам британского исследователя Г. Р. Джосьера (англ. G. R. Josyer), Шастри получил необычный духовный опыт, описанный Джосьером как «получение знаний оккультным способом» (напр, телепатия) — он был якобы наделён определёнными мистическими силами и использовал эти силы для получения шлок всякий раз, когда на него снисходило вдохновение. 
Шри Г. Венкатачала Шарма был приёмным сыном Суббарайя Шастри и близким соратником пандита, который тут же записывал тексты за Шастриджи, в случаях его вдохновения. Шастриджи начал диктовать текст «Вайманики» Венкатачале Шарме в начале 1900-х годов, завершив труд в 1923 году.
Когда был записан полный текст, с него снимали копии, которые отправили в несколько мест. В 1941 году, после смерти Шастриджи, бо́льшая часть этой записи и другие подобные материалы были сохранены Шри Венкатрамой Шастри.
Рукопись «Вайманики-шастры» появилась в Санскритской библиотеке «Раджакия» в Баро́де к 1944 году. 
О её существовании впервые публично объявлено в 1952 году, в пресс-релизе Джосьера (основателя «Международной академии исследований санскрита» в Майсуре в 1951 году), который утверждал, что текст был написан пандитом Суббарайя Шастри в 1918—1923 годах.
На языке хинди этот манускрипт был опубликован в 1959 году, а затем, на английском языке, — Джосьером, под названием «Вайманика-шастра» (англ. Vymanika Shastra). В издание Джосьера, Т. К. Эллаппой, работавшим чертёжником в местном колледже машиностроения в Бангалоре, также были добавлены иллюстрации, созданные под руководством Шастри, который не смог застать издание 1959 года в связи с кончиной.
В предисловии к публикации 1973 года, которая содержала полный текст на санскрите с английским переводом, Джосьер цитирует пресс-релиз 1952 года, который «был опубликован во всех ведущих газетах Индии, и затем был подхвачен агентством Рейтер и другими мировыми СМИ»:

Господин Г. Р. Джосьер, директор Международной академии исследований санскрита в Майсуре, в ходе недавнего интервью показал некоторые очень древние рукописи, которые собрала его Академия. Он утверждал, что рукописям несколько тысяч лет, и что они составлены древними риши Бхарадваджей, Нарадой и другими. По его словам, рукописи связаны не с мистикой древней индийской философии Атмана или Брахмана, но с более приземлёнными вещами, жизненно необходимыми для существования человека и прогресса наций, как в мирное, так и в военное время. […] В одной рукописи рассматривается авиация, строительство различных типов самолётов для гражданской авиации и для войны. […] Г-н Джосьер показал некоторые типы конструкций и чертежи: грузового самолёта вертолётного типа, специально предназначенного для перевозки горючего и боеприпасов; пассажирского самолёта на 400—500 пассажиров; двух- и трёхпалубных самолетов. Каждый из этих типов был подробно описан.Оригинальный текст (англ.)Mr. G. R. Josyer, Director of the International Academy of Sanskrit Research in Mysore, in the course of an interview recently, showed some very ancient manuscripts which the Academy had collected. He claimed that the manuscripts were several thousands of years old, compiled by ancient rishis, Bharadwaja, Narada and others, dealing, not with the mysticism of ancient Hindu philosophy of Atman or Brahman, but with more mundane things vital for the existence of man and progress of nations both in times of peace and war.
[...] One manuscript dealt with Aeronautics, construction of various types of aircraft for civil aviation and for warfare. [...] Mr. Josyer showed some types of designs and drawing of a helicopter-type cargo-loading plane, specially meant for carrying combustibles and ammunition, passenger aircraft carrying 400 to 500 persons, double and treble-decked aircraft. Each of these types had been fully described.
В критическом обзоре Джосьера в введении сказано, что «Вайманика-шастра» «не удовлетворяет минимуму научности по любым меркам» и говорится, что «люди, связанные с публикацией — прямо или косвенно — исключительно виновны в искажении или сокрытии истории рукописи» (возможно, в попытке «восхвалять и прославлять всё, что можно найти о нашем прошлом, даже не имея веских доказательств»). Прослеживая происхождение рукописи на основе опроса знакомых Суббарайи Шастри (в том числе Венкатачалы Шармы, которому текст изначально был продиктован), и лингвистического анализа текста, был сделан вывод, что текст «Вайманика-шастры» появился на свет в период между 1900 и 1922 годами.

## Структура и содержание
В отличие от современных трактатов по воздухоплаванию, которые начинаются с обсуждения общих принципов полёта до подробного изложения концепций конструкций самолетов, «Вайманика-шастра» сразу начинает с количественного описания, как будто цель состоит в описании мелочей самолётостроения. Темы включают: «что такое самолёт; определение пилотом траектории полёта; топливо для двигателей; экипировку лётчика; состав металлических сплавов виман; зеркала и их применение в войнах; разновидности машин и янтр; упоминание воздушных судов, подобных „мантрику“, „тантрику“ и „критаку“», и летательных средств, именуемых как «Шакуна», «Сундара», «Рукма» и «Трипура», описанных более подробно. Сохранившийся текст утверждал, что это лишь небольшая (одна сороковая) часть большой работы «Янтра Сарвасва» («Всё о машинах»), составленной Махариши Бхарадваджей и другими мудрецами на «благо всего человечества».
В 1991 году английский перевод и иллюстрации из джосьеровской книги были переизданы Дэвидом Хатчером Чайлдрессом в книге «Вимана: авиация Древней Индии и Атлантиды» (англ. Vimana Aircraft of Ancient India & Atlantis) как часть серии «Потерянная наука». По Чайлдрессу, 8 глав были следующими:
1. Секреты построения самолётов, которые не будут ломаться, которые не загорятся и не смогут быть уничтожены.
2. Секрет изготовления неподвижно висящих самолётов.
3. Секрет изготовления невидимых самолётов.
4. Секрет слышимости разговоров и других звуков во вражеских местах.
5. Секрет получения изображений интерьера вражеских самолётов.
6. Секрет установления направления подхода вражеских самолётов.
7. Секрет потери сознания управляющих вражескими самолётами.
8. Секрет уничтожения вражеских самолётов.

По Канджилалу (1985), виманы передвигаются с помощью «ртутно-вихревого двигателя» (англ. Mercury Vortex Engines), концепция которых, по-видимому, схожа с электрической тягой. Чайлдресс даже находит свидетельства существования ртутно-вихревого двигателя в Самарангане Сутрадхаре — трактате об архитектуре XI века.

## Критика
Джон Бруно Хэйр (англ. John Bruno Hare) в Интернет-архиве священных текстов, в разделе «летающих тарелок», в 2005 году поместил интернет-издание «Вайманика-шастры» 1973 года. В своём вступительном слове Хэйр пишет:

«Вайманика-шастра» впервые была записана между 1918 и 1923 годами, и никто не утверждает, что она получена из какого-то таинственного старинного манускрипта. Факт тот, что рукописей этого текста нет до 1918 года, но никто и не утверждает, что они есть. Так что, с одной стороны, это не мистификация. Вам просто нужно поверить в то, что это продукт «телепатической» работы медиума. … Здесь отсутствует изложение теории авиации (не говоря уже о антигравитации). Проще говоря, ВШ нигде непосредственно не объясняет, как виманы вообще летают. Зато текст перегружен длинными списками часто странных ингредиентов, используемых для построения различных подсистем.  … Здесь ничего нет, чего бы не мог придумать Жюль Верн, нет ни слова об экзотических элементах или передовых технологиях постройки самолётов.. Технические иллюстрации на основе текста, добавленные в 1923 году, … абсурдны и не соответствуют аэродинамическим требованиям. Запечатлённые на них летательные средства выглядят как свадебные торты, с минаретами, огромными крыльями орнитоптера и невзрачными винтами. Другими словами, они выглядят как типичные для начала XX века фантазии летательных аппаратов с индийской спецификой. Оригинальный текст (англ.)The Vaimānika Śāstra was first committed to writing between 1918 and 1923, and nobody is claiming that it came from some mysterious antique manuscript. The fact is, there are no manuscripts of this text before 1918, and nobody is claiming that there are. So on one level, this is not a hoax. You just have to buy into the assumption that 'channeling' works.
...
there is no exposition of the theory of aviation (let alone antigravity). In plain terms, the VS. never directly explains how Vimanas get up in the air. The text is top-heavy with long lists of often bizarre ingredients used to construct various subsystems. 
...
There is nothing here which Jules Verne couldn't have dreamed up, no mention of exotic elements or advanced construction techniques. The 1923 technical illustration based on the text ... are absurdly un-aerodynamic. They look like brutalist wedding cakes, with minarets, huge ornithopter wings and dinky propellers. In other words, they look like typical early 20th century fantasy flying machines with an Indian twist.
Авиаинженеры Индийского научного института в Бангалоре, по результатам своих исследований в 1974 году, пришли к выводу, что летательные аппараты тяжелее воздуха, описанные в «Вайманика-шастре», являются плодом невежественных измышлений, автор которых показал своё полное непонимание воздухоплавания (аэронавтики), и неспособны к полёту. Авторы отметили, что рассуждения о технологии полёта в тексте поверхностны и противоречат установленным фактам, включая законы движения Исаака Ньютона. 
В исследовании делается вывод:

Любой, мало-мальски здравомыслящий читатель уже пришёл к очевидному выводу – самолёты, описанные выше, в лучшем случае есть продукт скудных измышлений, а не описание чего-то реального. Ни один из самолётов не имеет свойств или возможностей для эксплуатации, геометрия невообразимо ужасна с точки зрения полётов, а также принципы их движения будут только мешать, а не помогать полёту. Текст и рисунки не коррелируют друг с другом даже тематически. Рисунки определённо указывают на знание современной техники. Это можно объяснить на основе того, что Шри Эллаппа, который сделал чертежи, посещал местное машиностроительное училище и, имел таким образом, некоторые представления о терминологии и технических решениях, применяемых в реальных механизмах. Конечно, текст сохраняет структуру языка и содержания, которая не позволяет однозначно утверждать о его «недавнем происхождении». Мы должны указать, что это не означает восточного характера всего текста. Всё, что можно сказать, что тематические рисунки должны быть исключены из обсуждения. И текст, в его нынешнем виде, является неполным и неоднозначным сам по себе. И неправильным во многих местах. Оригинальный текст (англ.)Any reader by now would have concluded the obvious – that the planes described above are the best poor concoctions, rather than expressions of something real. None of the planes has properties or capabilities of being flown; the geometries are unimaginably horrendous from the point of view of flying; and the principles of propulsion make them resist rather than assist flying. The text and the drawings do not correlate with each other even thematically. The drawings definitely point to a knowledge of modern machinery. This can be explained on the basis of the fact that Shri Ellappa who made the drawings was in a local engineering college and was thus familiar with names and details of some machinery. Of course the text retains a structure in language and content from which its 'recent nature' cannot be asserted. We must hasten to point out that this does not imply an oriental nature of the text at all. All that may be said is that thematically the drawings ought to be ruled out of discussion. And the text, as it stands, is incomplete and ambiguous by itself and incorrect at many places.

Авторы выразили недоумение от противоречий и ошибок в тексте «Вайманика-шастры», тем более, что его составитель якобы имел доступ к публикациям, которые не делали таких ошибок (например, комментарии Даянанды Сарасвати к Ригведе, опубликованных в 1878 году или ранее). В исследовании также говорится, что в 8-й главе «Рукма Вимана» единственная цитата, в которой имелся смысл, была следующей: «Он имел длинные вертикальные каналы с вентиляторами наверху, высасывавшими воздух и отправлявшими протоки вниз, создавая в процессе эффект „лифта“».